# Gisela Peutlberger-Naderer

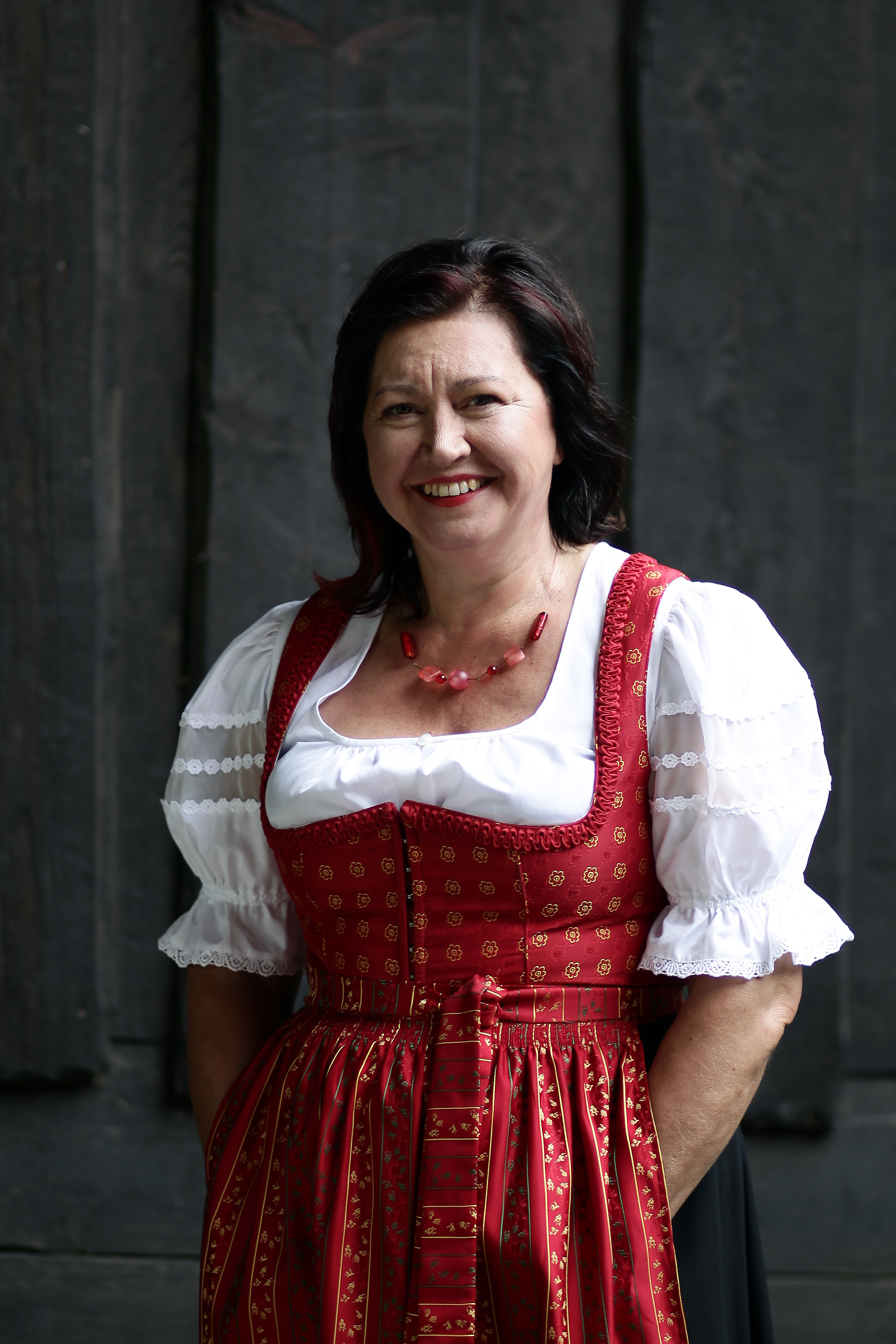
Gisela Peutlberger

Gisela Peutlberger-Naderer (* 23. Jänner 1959 in Linz) ist eine oberösterreichische sozialdemokratische Politikerin und war Landtagsabgeordnete und Bürgermeisterin.

## Ausbildung und Beruf
Nach dem Besuch der Pflichtschule besuchte sie die HBLA für wirtschaftliche Frauenberufe, die sie 1978 mit Matura abschloss. Ihre berufliche Karriere begann in der Voest-Alpine AG, wo sie zuerst als Fremdsprachenkorrespondentin tätig war, anschließend arbeitete sie als Sachbearbeiterin im Verkauf und ab 1998 als Geschäftsfeldleiterin. Sie war von 1984 bis 1994 Angestelltenbetriebsrätin in der Voest-Alpine Stahl AG, wo sie bis 2003 verblieb.
Die geschiedene Politikerin ist Mutter einer Tochter und eines Sohnes und lebt in einer Lebensgemeinschaft in Kematen an der Krems.

## Politik
Die Politikerin trat der SPÖ im Jahr 1981 bei. Sie war von 1991 bis 2021 Landtagsabgeordnete und war Mitglied im Ausschuss für Verkehrsangelegenheiten, im Ausschuss für volkswirtschaftliche Angelegenheiten und im Bauausschuss.
Sie war vom 13. Oktober 2003 bis Mai 2005 Bürgermeisterin in Kematen an der Krems.

## Auszeichnungen
- 2022: Goldenes Ehrenzeichen des Landes Oberösterreich[1]